# Lalande (cratère)
Pour les articles homonymes, voir Lalande.
Lalande est un cratère lunaire situé sur la face visible de la Lune à la bordure orientale de la Mare Insularum. Le cratère Lalande est entouré d'une structure rayonnée d'éjecta à l'albédo élevé. Le cratère possède un pic central au milieu d'un terrain en terrasse.
En 1935, l'Union astronomique internationale a donné le nom de Lalande à ce cratère en l'honneur de l'astronome français Joseph Jérôme Lefrançois de Lalande.
Par convention, les cratères satellites sont identifiés sur les cartes lunaires en plaçant la lettre sur le côté du point central du cratère qui est le plus proche de Lalande.
| Lalande | Latitude | Longitude | Diamètre |
| ------- | -------- | --------- | -------- |
| A       | 6.6° S   | 9.8° W    | 13 km    |
| B       | 3.1° S   | 9.0° W    | 8 km     |
| C       | 5.6° S   | 6.9° W    | 11 km    |
| D       | 6.1° S   | 7.5° W    | 8 km     |
| E       | 3.4° S   | 10.7° W   | 4 km     |
| F       | 2.6° S   | 10.0° W   | 3 km     |
| G       | 6.2° S   | 7.9° W    | 5 km     |
| N       | 5.6° S   | 5.7° W    | 6 km     |
| R       | 4.7° S   | 7.0° W    | 24 km    |
| T       | 5.2° S   | 7.5° W    | 4 km     |
| U       | 3.2° S   | 8.1° W    | 4 km     |
| W       | 6.5° S   | 5.6° W    | 11 km    |